# Molenzicht
Molenzicht is een natuurgebied ten zuidoosten van Bergen op Zoom, dat eigendom is van de gemeente Bergen op Zoom.
Het gebied meet 191 ha en bestaat voornamelijk uit naaldbos, waarin enkele heideveldjes gelegen zijn. Het zuidelijk deel is reliëfrijk, aangezien het een voormalig stuifzandgebied betreft. De hoogte varieert daar van 9 tot 19 m boven NAP.
Binnen het terrein liggen een aantal recreatieve voorzieningen, zoals een manege.
Molenzicht ligt ingeklemd tussen de natuurgebieden Lievensberg, Zoomland en Zurenhoek.